# ТВ3-117ВМА-СБМ1
ТВ3-117ВМА-СБМ1 - турбогвинтовий двовальний авіаційний двигун з вільною турбіною і неспіввісною трансмісією з двома редукторами.
Двигун призначений для літака Ан-140 та інших високо-економічних пасажирських і транспортних літаків місцевих повітряних ліній. ТВ3-117ВМА-СБМ1 розроблений на базі вертолітного газотурбінного двигуна ТВ3-117ВМА, розробленого ДКБ ім. Клімова. На двигуні використовується редуктор з двигуна АІ-24. Конструкція двигуна, рівень термодинамічних параметрів забезпечують можливість його експлуатації в умовах спекотного клімату та високогір'я. Відповідає чинним нормам Стандарту ІКАО з екології.
ТВ3-117ВМА-СБМ1 складається із наступних вузлів:
- 12-ти ступеневий компресор;
- Кільцева камера згоряння з 12 форсунками;
- 2-ступінчаста осьова турбіна, соплові лопаті турбіни охолоджуються повітрям відібраним за компресором;
- 2-ступінчаста вільна турбіна;
- Задній редуктор;
- Редуктор гвинта;